# Node-RED
Node-RED es una herramienta de desarrollo basada en flujo para programación visual desarrollada originalmente por IBM para conectar dispositivos de hardware, API y servicios en línea como parte de la Internet de las cosas.
Node-RED proporciona un editor de flujo basado en navegador web, que se puede utilizar para crear funciones de JavaScript. Los elementos de las aplicaciones se pueden guardar o compartir para su reutilización. El tiempo de ejecución se basa en Node.js. Los flujos creados en Node-RED se almacenan mediante JSON. Desde la versión 0.14, los nodos MQTT pueden realizar conexiones TLS correctamente configuradas.
En 2016, IBM contribuyó con Node-RED como un proyecto de OpenJS Foundation de código abierto.

## Proyectos Nodo-RED
| Nombre                                       | Descripción |
| -------------------------------------------- | --- |
| Nodo-RED                                     | Una herramienta visual para conectar el Internet de las cosas |
| Node-RED Dashboard                           | Una interfaz de usuario del panel de control para Node-RED |
| Node generator                               | Herramienta de línea de comandos para generar módulos de nodo Node-RED a partir de varias fuentes, incluido el documento Open API y la fuente del nodo de función. |
| Herramienta de línea de comandos de Node-RED | La herramienta de línea de comandos le permite administrar de forma remota una instancia de Node-RED.                                                              |